# Cockscomb Basin Wildlife Sanctuary
Cockscomb Basin Wildlife Sanctuary är ett viltreservat i Belize.   Det ligger i distriktet Stann Creek, i den sydöstra delen av landet, 60 km sydost om huvudstaden Belmopan.
I omgivningarna runt Cockscomb Basin Wildlife Sanctuary växer i huvudsak städsegrön lövskog. Runt Cockscomb Basin Wildlife Sanctuary är det glesbefolkat, med 11 invånare per kvadratkilometer.